# 콜리야족
콜리야족(산스크리트어: कोलिय, 팔리어: koliya)은 철기 시대에 존재가 입증된 남아시아 북동부의 고대 인도아리아인 부족이다. 콜리야족은 콜리야 공화국이라고 하는 가나상가(귀족 과두제 공화국)로 조직되었다.

## 위치
콜리야족의 영토는 사라유강에서 북쪽의 히말라야 언덕에 이르는 얇은 땅이었다. 로히니강은 콜리야족의 서쪽 경계였으며 북서쪽 이웃은 샤카족이었다. 남서쪽에서 아노마강 또는 라프티강은 콜리야족을 코살라 왕국에서 분리하고 동쪽으로 그들의 이웃은 모리야족이었으며 북동쪽으로는 쿠시나가라의 말라족과 접해 있다.
콜리야족의 수도는 데바다하였으며 다른 정착지 중 하나는 라마가마였다.

## 이름
부족의 이름은 팔리어 콜리야(Koliya)로 균일하게 증명된다. 콜리야족은 원래 콜라(대추) 나무가 풍부한 지역에 살았고 대추나무가 그들의 토템이었기 때문에 콜라(대추)나무에서 이름을 따왔다.

## 역사
콜리야족의 초기 역사는 거의 알려져 있지 않지만 그들이 통혼한 서쪽 이웃인 샤카족과 관련이 있다는 것은 확실하다.
기원전 6세기에 콜리야족, 샤카족, 모리야족 및 말라족은 서쪽의 코살라족과 동쪽의 리차비족 및 비데하족 영토 사이에 살았고, 따라서 밧지족은 코살라 왕국과 분리되었다.
콜리야 귀족의 딸인 마야 공주는 샤카족의 지배 귀족 과두 정치 구성원 중 한 명인 샤카 라자 슈도다나와 결혼했다. 마야와 슈도다나의 아들은 역사적인 부처이자 불교의 창시자인 싯다르타 가우타마였다.
붓다의 생애 동안 두 국가 사이의 경계를 형성하고 농작물에 관개하기 위해 물이 필요한 로히니강의 물에 대해 샤카족과 콜리야족에 대항하는 무장 불화가 있었으며, 부처님의 개입으로 마침내 이러한 적대 행위가 종식되었다.
붓다의 입멸 후, 콜리야족은 쿠시나라의 말라족으로부터 그의 유물 일부를 요구했고, 그들의 수도인 라마가마에 스투파를 세웠다.

### 코살라의 정복
붓다의 입멸 직후, 그의 아버지 파세나디를 전복시킨 코살라 왕 비두다바는 한때 샤카와 콜리야가 코살라의 일부였기 때문에 그들의 영토를 정복하기 위해 그들의 영토를 침략했다. 비두다바는 마침내 샤카족과 콜리야족을 이기고 양측에서 막대한 인명을 앗아간 긴 전쟁 끝에 그들의 국가를 합병했다. 이 전쟁의 세부사항은 비두다바가 비두다바의 어머니가 된 노예 소녀를 아버지와 결혼시킨 것에 대한 보복으로 샤카족을 몰살시켰다고 주장하는 후기 불교 기록에 의해 과장되었다. 사실, 비두다바의 샤카 침공은 비두다바의 친척인 마가다 왕 아자타샤트루에 의한 밧지 정복과 유사한 동기를 가지고 있었을 것으로 보인다. 아자타샤트루는 밧지 공주의 아들이었기 때문에 그의 어머니의 조국 영토에 관심이 있었다. 코살라가 침략한 결과 샤카족과 콜리야족은 비두다바의 왕국에 합병된 후 정치적 중요성을 잃었다. 샤카족은 합병 후 민족 집단으로 곧 사라졌고 코살라인에 흡수되었으며 나중에 샤카 정체성을 유지하는 소수의 실향민 가족과 함께했다. 콜리야족도 합병 직후 부족으로서의 정체성을 잃으며 사라졌다.
코살라가 샤카와 콜리야를 정복하는 동안 막대한 인명 손실을 입어 코살라를 상당히 약화시켰고, 곧 동쪽 이웃인 마가다 왕국에 병합되었고 코살라 왕 비두다바는 마가다 왕 아자타샤트루에게 패배하고 살해당했다. 콜리야족은 밧지족이 그랬던 것처럼 마가다와 싸운 직후 아자타샤트루에 의해 정복되었을 수 있다.

## 정치
콜리야족은 가나상가(귀족 과두제 공화국)로 조직되었다. 샤카족과 마찬가지로 콜리야족은 크샤트리야였지만 가우타마와 아디카 고트라에 속한 샤카족과 달리 콜리야족은 비야가파지자 고트라에 속했다.

### 의회
콜리야족의 의회는 캇티야와 라자("통치자")의 칭호를 가진 크샤트리야 씨족장들의 총회였다. 콜리야 의회는 규모가 작았고 수백 명의 의원들로 구성되었다. 콜리야-쿠마라("콜리야의 왕자")라는 칭호를 소유한 라자의 아들들은 우파라자(부왕)이었으며, 아버지가 죽으면 그 지위를 물려받았다.
콜리야족의 정치 체제는 샤카족과 동일했는데, 샤카족 및 다른 가나상가와 마찬가지로 콜리야 의회는 산타가라에서 열렸으며 그 주요 부분은 라마가마에 있다. 콜리야 의회의 사법 및 입법 기능은 명확하게 분리되지 않았으며 전쟁, 평화, 동맹과 같은 공공 문제에 관한 중요한 문제를 논의하기 위해 모였다. 콜리야 의회는 중요한 문제를 심의했으며 거수 또는 나무 조각 사용을 통한 간단한 투표 시스템을 가졌다.

### 마하라자 (수반)
콜리야 의회는 마하라자("위대한 통치자") 또는 콜리야라자("콜리야의 군주")라는 칭호를 가진 수반 라자를 국가원수로 선출했다. 마하라자는 평의회의 도움을 받아 공화국을 관리하는 일을 맡았다.

### 평의회
콜리야 의회는 거의 모이지 않았고 대신 더 자주 모이는 내부 평의회가 있었는데, 마하라자가 공화국을 관리하는 것을 돕는 일을 담당했다. 콜리야 평의원들은 아마카("평의원")라는 직함을 가졌다. 아마카는 공화국의 공무를 직접 담당하는 집단을 구성했다. 

## 사회
콜리야족과 샤카족의 사회는 적어도 귀족, 지주, 수행원, 노동자 및 농노 계급이 존재하는 계층화된 사회였다. 

### 지주
샤카족과 유사하게 공화국 영토를 식민지화하는 데 참여한 인도아리아인 출신의 콜리야인들은 토지를 소유할 권리를 가졌다. 이 지주들은 중세 유럽의 남작과 유사하게 문자 그대로 "(토지 소유 권리를 지닌) 향유자"를 의미하는 보자카(Bhojaka)라는 칭호를 보유했으며, "우두머리"라는 의미로 사용되었다. 

### 하인
콜리야 사회의 하층 계급은 농장에서 노동을 수행하는 캄마카라(팔리어로 "노동자"를 의미)와 세바카("농노"를 의미)라는 하인들로 구성되었다. 

### 경찰
콜리야 의회는 볏이 처진 머리장식을 한 경찰들을 보유하고 있었다.